# Thiomargarita namibiensis
Thiomargarita namibiensis là một loài vi khuẩn Gram âm được phát hiện do nhà sinh vật học người Đức Heide Schulz. Đây là một trong những loài vi khuẩn lớn nhất từng được phát hiện, thường có đường kính 0,1–0,3 mm (100–300 μm), nhưng đôi khi đạt tới 0,75 mm (750 μm). Tế bào Thiomargarita namibiensis đủ lớn để có thể nhìn thấy bằng mắt thường. Mặc dù loài Epulopiscium fishelsoni dài hơn T. namibiensis một chút nhưng tế bào E. fishelsoni không rộng bằng của T. namibiensis.
Thiomargarita nghĩa là "ngọc trai lưu huỳnh". Điều này ám chỉ đến bề ngoài của tế bào, chúng chứa các hạt lưu huỳnh rất nhỏ, khiến cho chúng có ánh sáng ngọc trai. Sự phân bào có xu hướng xảy ra thành một trục duy nhất, khiến chúng trông giống một chuỗi ngọc trai. Tên loài namibiensis nghĩa là "của Namibia".